# Ignazio Danti
Ignazio Danti, Ignazio ook gespeld als Egnazio (Perugia, april 1536 – Alatri, 19 oktober 1586), geboren als Pellegrino Rainaldi Danti, was een Italiaans, Rooms-Katholiek prelaat, wiskundige, astronoom en kosmograaf. Hij was bisschop van Alatri van 1583 tot 1586.

## Levensloop
Hij kwam uit een familie van wetenschappers en kunstenaars. Zijn vader, Giulio Danti, was architect en ingenieur, zijn broer, Vincenzo Danti, beeldhouwer. Hij werd geboren als Pellegrino Danti. In 1555 nam hij de naam Ignazio aan, toen hij als monnik intrad bij de Dominicanen in Perugia. Eind 1562 vetrok hij naar Florence, waar hij 12 jaar lang in dienst was van Cosimo I de' Medici, hertog van Florence. In deze periode schilderde hij een aantal landkaarten in de Guardarobe of Sala delle Mappe in het Palazzo Vecchio en publiceerde hij een groot aantal geschriften en vertalingen, waaronder de Sette tavole del Trattato della Sfera (1567), de Trattato sull'uso e la fabbrica dell'astrolabio (1569), de Trattato sull'uso della sfera (1569), La Sfera di Proclo liceo (1573) en La Prospettiva di Euclide (1573). Hij gaf les aan de kinderen van Cosimo I en andere Florentijnse edelen en in 1571 werd hij benoemd tot hoogleraar wiskunde aan het Studium van Florence.

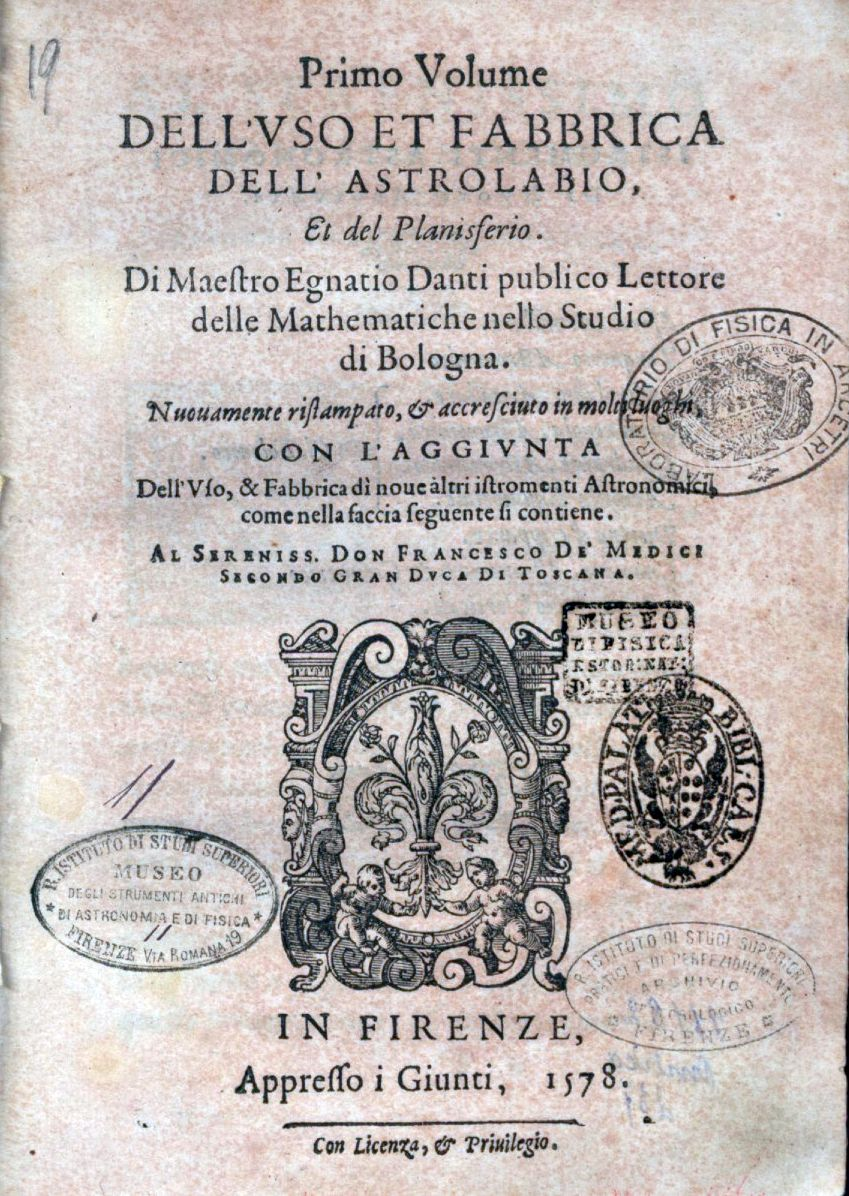
Titelpagina van Dell'uso et della fabbrica dell'astrolabio. 1578.

Na de dood van Cosimo I in 1574 werd hij in Florence openlijk bekritiseerd en vervolgd en werd hem zijn hoogleraarschap ontnomen. Eind 1576 werd hij benoemd tot hoogleraar wiskunde in Bologna, dat destijds tot de Kerkelijke Staat behoorde. In Bologna publiceerde hij onder meer de Scienze matematiche ridotte in tavole (1577), de Anemographia (1578), een verhandeling over de astrolabium (1578) en een verhandeling over het meetinstrument de radio latino (1583). In de zomer van 1577 maakte hij een nauwkeurig overzicht van het Land van Perugia, dat in 1580 in druk verscheen in Rome. Paus Gregorius XIII gaf hem vervolgens de opdracht topografisch onderzoek uit te voeren in Bologna en omgeving en in de regio's Romagna en Umbrië.
In 1580 benoemde de paus hem tot cosmografo pontifico (pauselijk kosmograaf) en werd hij lid van de commissie voor de hervorming van de kalender. Ook schilderde hij van 1580 tot 1583 een aantal landkaarten in de Kaartengalerij van het Apostolisch Paleis in Rome. Als waardering ontving Danti in 1583 de bisschopstitel van Alatri, 85 kilometer ten oosten van Rome. In Rome publiceerde hij nog de biografie van de in 1573 overleden architect Vignola en in 1586 een tweede druk van zijn verhandeling over de radio latino. Daarnaast was Danti actief als architect-ingenieur. Zo ontwierp hij een relikwieënkapel voor de San Domenico in Bologna en was hij in 1586 betrokken bij herstelwerkzaamheden van de haven van Claudius in Fiumicino. Eveneens in 1586 hielp hij Fontana bij de verplaatsing van de Vaticaanse Obelisk naar het Sint-Pietersplein. Na terugkomst in Alatri werd hij echter ziek. Hij overleed op 19 oktober 1586.